# Championnat du monde masculin de curling 1966
Navigation
Édition précédente Édition suivante
Le Championnat du monde masculin de curling 1966 (nom officiel: Scotch Cup) est le 8e championnat du monde masculin de curling.

Il a été organisé au Canada dans la ville de Vancouver dans le PNE Forum du 21 au 24 mars 1966.

## Équipes
| Canada                                                                                              | France | Norvège | Écosse                                                                                                   |
| Calgary CC, Alberta Skip: Ron Northcott Third: George Fink Second: Bernie Sparkes Lead: Fred Storey | Mont d'Arbois CC, Megève Skip: Jean-Albert Sulpice Third: Alain Bozon Second: André Ducrey Lead: Maurice Sulpice | Trondheim CC Skip: Nils Wiedemann Third: Johann Lefstad Second: Henrik Mollerjius Lead: Rudolf Ingebrigtsen | Kilgraston & Moncrieffe CC, Perth Skip: Chuck Hay Third: John Bryden Second: Alan Glen Lead: David Howie |
| Suède                                                                                               | Suisse | États-Unis                                                                                                  | |
| AIK CK, Stockholm Skip: Lars Dracke Third: Olle Gewalt Second: Ove Ingels Lead: Sven Fryksenius     | Rigi-Kaltbad CC Skip: Paul Kundert Third: Alois Zimmerman Second: Walter Eleganti Lead: Wolf Lennartz            | Fargo CC, North Dakota Skip: Bruce Roberts Third: Joe Zbacnik Second: Gerry Toutant Lead: Mike O'Leary      | |

## Classement
| Pays       | Skip                | V | D |
| ---------- | ------------------- | - | - |
| Canada     | Ron Northcott       | 6 | 0 |
| Écosse     | Chuck Hay           | 4 | 2 |
| États-Unis | Bruce Roberts       | 4 | 2 |
| Suède      | Lars Dracke         | 3 | 3 |
| Suisse     | Paul Kundert        | 2 | 4 |
| Norvège    | Nils Wiedemann      | 2 | 4 |
| France     | Jean-Albert Sulpice | 0 | 6 |

*Légende: V = Victoire - D = Défaite

## Résultats

### Match 1
| Équipes              | 1 | 2 | 3 | 4 | 5 | 6 | 7 | 8 | 9 | 10 | Total |
| -------------------- | - | - | - | - | - | - | - | - | - | -- | ----- |
| Écosse (Hay)         | – | – | – | – | – | – | – | – | – | –  | 8     |
| États-Unis (Roberts) | – | – | – | – | – | – | – | – | – | –  | 7     |

| Équipes            | 1 | 2 | 3 | 4 | 5 | 6 | 7 | 8 | 9 | 10 | Total |
| ------------------ | - | - | - | - | - | - | - | - | - | -- | ----- |
| Canada (Northcott) | – | – | – | – | – | – | – | – | – | –  | 16    |
| Suède (Dracke)     | – | – | – | – | – | – | – | – | – | –  | 4     |

| Équipes             | 1 | 2 | 3 | 4 | 5 | 6 | 7 | 8 | 9 | 10 | Total |
| ------------------- | - | - | - | - | - | - | - | - | - | -- | ----- |
| Norvège (Wiedemann) | – | – | – | – | – | – | – | – | – | –  | 12    |
| France (Sulpice)    | – | – | – | – | – | – | – | – | – | –  | 8     |

### Match 2
| Équipes             | 1 | 2 | 3 | 4 | 5 | 6 | 7 | 8 | 9 | 10 | Total |
| ------------------- | - | - | - | - | - | - | - | - | - | -- | ----- |
| Suède (Dracke)      | – | – | – | – | – | – | – | – | – | –  | 14    |
| Norvège (Wiedemann) | – | – | – | – | – | – | – | – | – | –  | 7     |

| Équipes          | 1 | 2 | 3 | 4 | 5 | 6 | 7 | 8 | 9 | 10 | Total |
| ---------------- | - | - | - | - | - | - | - | - | - | -- | ----- |
| Suisse (Kundert) | – | – | – | – | – | – | – | – | – | –  | 10    |
| Écosse (Hay)     | – | – | – | – | – | – | – | – | – | –  | 8     |

| Équipes              | 1 | 2 | 3 | 4 | 5 | 6 | 7 | 8 | 9 | 10 | Total |
| -------------------- | - | - | - | - | - | - | - | - | - | -- | ----- |
| États-Unis (Roberts) | – | – | – | – | – | – | – | – | – | –  | 17    |
| France (Sulpice)     | – | – | – | – | – | – | – | – | – | –  | 9     |

### Match 3
| Équipes            | 1 | 2 | 3 | 4 | 5 | 6 | 7 | 8 | 9 | 10 | Total |
| ------------------ | - | - | - | - | - | - | - | - | - | -- | ----- |
| France (Sulpice)   | – | – | – | – | – | – | – | – | – | –  | 1     |
| Canada (Northcott) | – | – | – | – | – | – | – | – | – | –  | 23    |

| Équipes          | 1 | 2 | 3 | 4 | 5 | 6 | 7 | 8 | 9 | 10 | Total |
| ---------------- | - | - | - | - | - | - | - | - | - | -- | ----- |
| Suisse (Kundert) | – | – | – | – | – | – | – | – | – | –  | 6     |
| Suède (Dracke)   | – | – | – | – | – | – | – | – | – | –  | 9     |

| Équipes             | 1 | 2 | 3 | 4 | 5 | 6 | 7 | 8 | 9 | 10 | Total |
| ------------------- | - | - | - | - | - | - | - | - | - | -- | ----- |
| Écosse (Hay)        | – | – | – | – | – | – | – | – | – | –  | 22    |
| Norvège (Wiedemann) | – | – | – | – | – | – | – | – | – | –  | 5     |

### Match 4
| Équipes          | 1 | 2 | 3 | 4 | 5 | 6 | 7 | 8 | 9 | 10 | Total |
| ---------------- | - | - | - | - | - | - | - | - | - | -- | ----- |
| France (Sulpice) | – | – | – | – | – | – | – | – | – | –  | 7     |
| Suisse (Kundert) | – | – | – | – | – | – | – | – | – | –  | 15    |

| Équipes            | 1 | 2 | 3 | 4 | 5 | 6 | 7 | 8 | 9 | 10 | Total |
| ------------------ | - | - | - | - | - | - | - | - | - | -- | ----- |
| Canada (Northcott) | – | – | – | – | – | – | – | – | – | –  | 16    |
| Écosse (Hay)       | – | – | – | – | – | – | – | – | – | –  | 8     |

| Équipes              | 1 | 2 | 3 | 4 | 5 | 6 | 7 | 8 | 9 | 10 | Total |
| -------------------- | - | - | - | - | - | - | - | - | - | -- | ----- |
| Suède (Dracke)       | – | – | – | – | – | – | – | – | – | –  | 6     |
| États-Unis (Roberts) | – | – | – | – | – | – | – | – | – | –  | 13    |

### Match 5
| Équipes              | 1 | 2 | 3 | 4 | 5 | 6 | 7 | 8 | 9 | 10 | Total |
| -------------------- | - | - | - | - | - | - | - | - | - | -- | ----- |
| Suisse (Kundert)     | – | – | – | – | – | – | – | – | – | –  | 5     |
| États-Unis (Roberts) | – | – | – | – | – | – | – | – | – | –  | 13    |

| Équipes          | 1 | 2 | 3 | 4 | 5 | 6 | 7 | 8 | 9 | 10 | Total |
| ---------------- | - | - | - | - | - | - | - | - | - | -- | ----- |
| Suède (Dracke)   | – | – | – | – | – | – | – | – | – | –  | 15    |
| France (Sulpice) | – | – | – | – | – | – | – | – | – | –  | 6     |

| Équipes             | 1 | 2 | 3 | 4 | 5 | 6 | 7 | 8 | 9 | 10 | Total |
| ------------------- | - | - | - | - | - | - | - | - | - | -- | ----- |
| Canada (Northcott)  | – | – | – | – | – | – | – | – | – | –  | 11    |
| Norvège (Wiedemann) | – | – | – | – | – | – | – | – | – | –  | 5     |

### Match 6
| Équipes              | 1 | 2 | 3 | 4 | 5 | 6 | 7 | 8 | 9 | 10 | Total |
| -------------------- | - | - | - | - | - | - | - | - | - | -- | ----- |
| Norvège (Wiedemann)  | – | – | – | – | – | – | – | – | – | –  | 3     |
| États-Unis (Roberts) | – | – | – | – | – | – | – | – | – | –  | 15    |

| Équipes            | 1 | 2 | 3 | 4 | 5 | 6 | 7 | 8 | 9 | 10 | Total |
| ------------------ | - | - | - | - | - | - | - | - | - | -- | ----- |
| Suisse (Kundert)   | – | – | – | – | – | – | – | – | – | –  | 8     |
| Canada (Northcott) | – | – | – | – | – | – | – | – | – | –  | 11    |

| Équipes          | 1 | 2 | 3 | 4 | 5 | 6 | 7 | 8 | 9 | 10 | Total |
| ---------------- | - | - | - | - | - | - | - | - | - | -- | ----- |
| Écosse (Hay)     | – | – | – | – | – | – | – | – | – | –  | 16    |
| France (Sulpice) | – | – | – | – | – | – | – | – | – | –  | 8     |

### Match 7
| Équipes              | 1 | 2 | 3 | 4 | 5 | 6 | 7 | 8 | 9 | 10 | Total |
| -------------------- | - | - | - | - | - | - | - | - | - | -- | ----- |
| Canada (Northcott)   | – | – | – | – | – | – | – | – | – | –  | 13    |
| États-Unis (Roberts) | – | – | – | – | – | – | – | – | – | –  | 8     |

| Équipes        | 1 | 2 | 3 | 4 | 5 | 6 | 7 | 8 | 9 | 10 | Total |
| -------------- | - | - | - | - | - | - | - | - | - | -- | ----- |
| Écosse (Hay)   | – | – | – | – | – | – | – | – | – | –  | 13    |
| Suède (Dracke) | – | – | – | – | – | – | – | – | – | –  | 6     |

| Équipes             | 1 | 2 | 3 | 4 | 5 | 6 | 7 | 8 | 9 | 10 | Total |
| ------------------- | - | - | - | - | - | - | - | - | - | -- | ----- |
| Norvège (Wiedemann) | – | – | – | – | – | – | – | – | – | –  | 13    |
| Suisse (Kundert)    | – | – | – | – | – | – | – | – | – | –  | 8     |

### Playoffs
|  | Demi-finales | Demi-finales |        |    | Finale | Finale |
|  | Demi-finales | Demi-finales |        |    | Finale | Finale |
|  |              |              |        |    |        |        |
|  |              |              |        |    |        |        |
|  |              |              |        |    |        |        |
|  | Canada       | 15           |        |    |        |        |
|  | Canada       | 15           |        |    |        |        |
|  | Suède        | 6            |        |    |        |        |
|  | Suède        | 6            | Canada | 12 |        |        |
|  |              |              | Canada | 12 |        |        |
|  |              | Écosse       | 5      |    |        |        |
|  | Écosse       | Écosse       | 5      | 14 |        |        |
|  | Écosse       |              |        | 14 |        |        |
|  | États-Unis   | 7            |        |    |        |        |
|  | États-Unis   | 7            |        |    |        |        |

| Champion du monde de curling 1966 |
| --------------------------------- |
| Canada 7e titre                   |